# Полудневка
Полудневка (укр. Полуднівка) — село в Чигиринском районе Черкасской области Украины.
Население по переписи 2001 года составляло 157 человек. Почтовый индекс — 20935. Телефонный код — 4730.

## Местный совет
20934, Черкасская обл., Чигиринский р-н, с. Новоселица